# Щоткино (село)
Що́ткино (рос. Щёткино) — село у складі Підосиновського району Кіровської області, Росія. Входить до складу Підосиновського міського поселення.
Населення становить 313 осіб (2010, 380 у 2002).
Національний склад станом на 2002 рік — росіяни 99 %.